# فرودگاه محلی دایرسبرگ
فرودگاه محلی دایرسبرگ (به انگلیسی: Dyersburg Regional Airport) یک فرودگاه همگانی در شهرستان دایر ایالت تنسی واقع در ایالات متحده آمریکا است که در ارتفاع ۱۰۳ متری از سطح دریا واقع شده است و یک باند فرود به طول ۱۷۳۷ متر دارد.